# 硬毛葶苈
硬毛葶苈（学名：Draba hirta）为十字花科葶苈属下的一个种。

## 扩展阅读
- 維基物種上的相關：硬毛葶苈